# Hedymiges aridoxa
Hedymiges aridoxa är en fjärilsart som beskrevs av Turner 1931. Hedymiges aridoxa ingår i släktet Hedymiges och familjen nattflyn. Inga underarter finns listade i Catalogue of Life.